# Serinus canaria domestica
El canario doméstico (Serinus canaria domestica) es una subespecie desarrollada durante siglos de selección en cautividad partiendo de ejemplares del canario silvestre o canario salvaje (Serinus canaria), una especie de ave del orden paseriforme de la familia de los fringílidos, endémica de las islas Canarias, Azores y Madeira.
Es el ave doméstica criada como animal de compañía más abundante del mundo junto con el periquito. A pesar de esto, no se conocen poblaciones asilvestradas.

## Historia

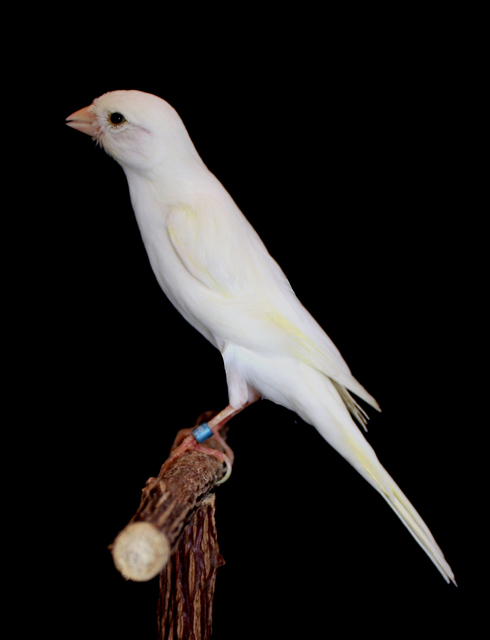
Canario llarguet blanco dominante.

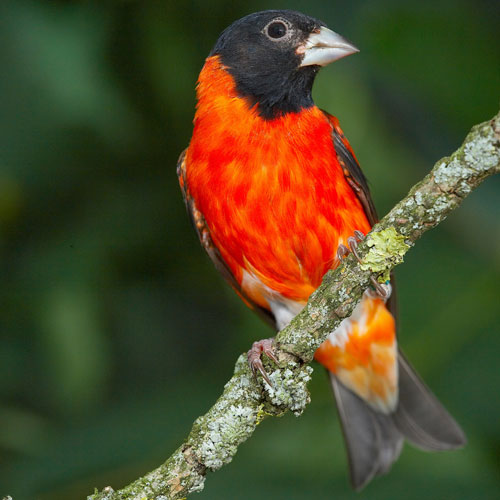
Un macho de cardenalito de Venezuela. Mediante cruces con esta especie se logró fijar los genes necesarios para asimilar y metabolizar los carotenos (causantes del lipocromo rojo) en los canarios domésticos.

El canario doméstico fue criado por primera vez en el siglo XVII. Los ejemplares capturados en su hábitat original fueron llevados a Europa por marineros españoles. Su cría se hizo muy popular en las cortes de los reyes europeos y sus precios eran prohibitivos. Los monjes fueron los que comenzaron a criarlo, y para hacer que el precio se mantuviera alto, solo vendían ejemplares machos, que son los que cantan. Finalmente, algunos criadores italianos obtuvieron hembras y fueron capaces de reproducirlos por sí mismos, por lo que se hicieron muy populares en toda Europa continental. En Inglaterra en un principio eran propiedad solo de personas adineradas pero, con el tiempo, comenzaron a ser criados también allí haciéndose muy populares y surgiendo muchas razas a través de la cría selectiva.

## Selección artificial

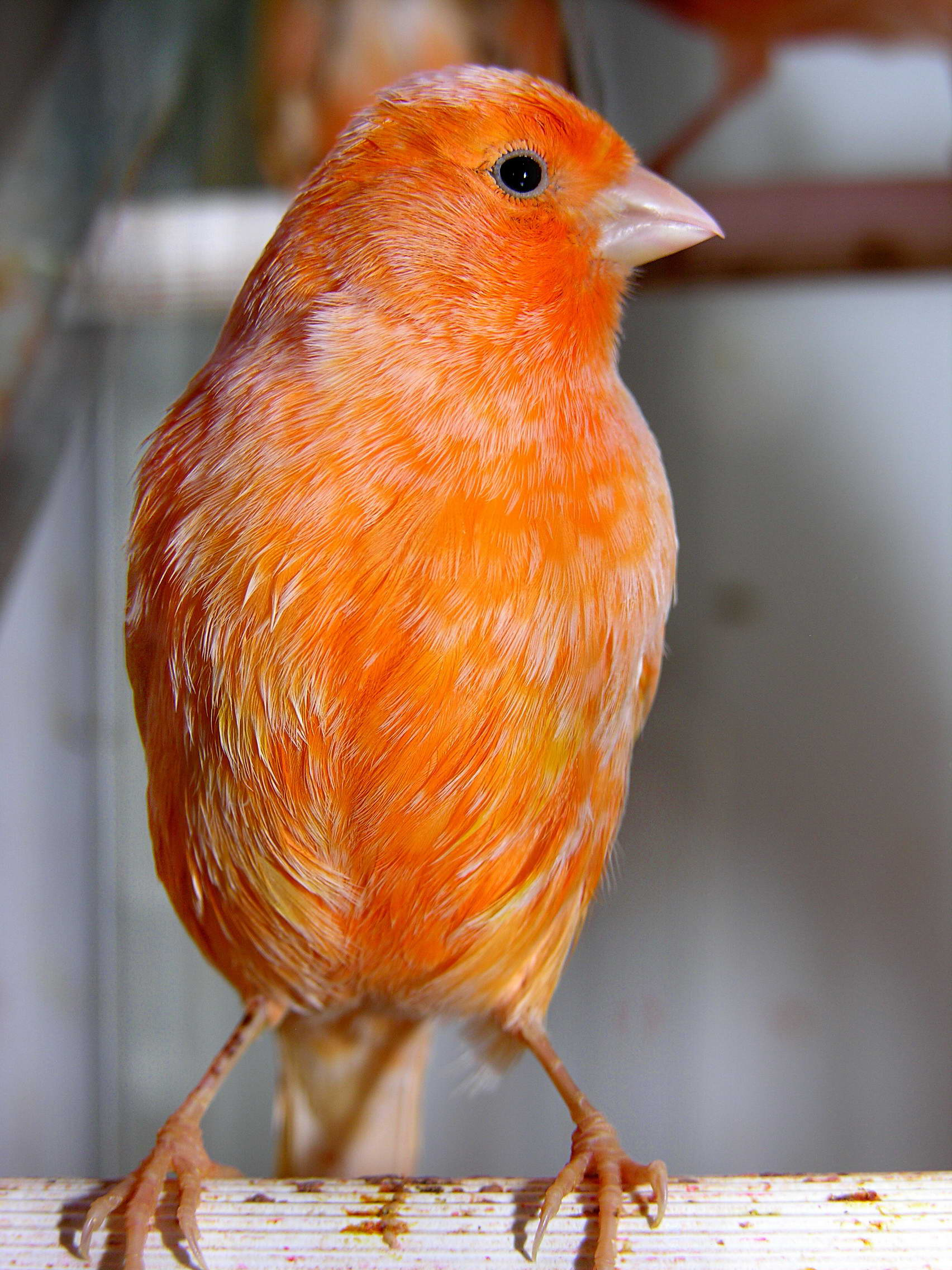
Canario factor rojo.

Desde el siglo XVII, y partiendo de ejemplares silvestres de plumaje con color gris-parduzco en la parte dorsal y amarillo-verdoso en la cara ventral, una prolongada e intensa selección artificial de los criadores de todo el mundo redundó en la creación de un significativo número de razas, las que, ateniéndonos al objetivo para el cual fueron seleccionadas, los canaricultores las suelen dividir en tres grandes grupos: canarios de canto, canarios de color, y canarios de forma. La paciente cruza selectiva ha dado origen a los colores vivos conocidos hoy en día, entre los cuales se encuentran el blanco puro, crema pálido, pardo, ágata, dorado, amarillo brillante, naranja, naranja-verdoso, cobre, rojo, negro o mosaico negro-bruno, pastel, opal, satiné, gris, topacio, ónix, cobalto, jaspe, etc. Mediante la combinación de estos colores, se generan los cientos de colores de plumajes posibles.

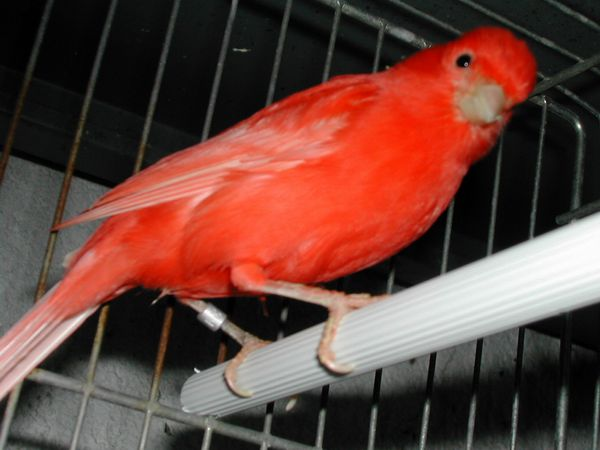
Canario con lipocromo rojo intenso.

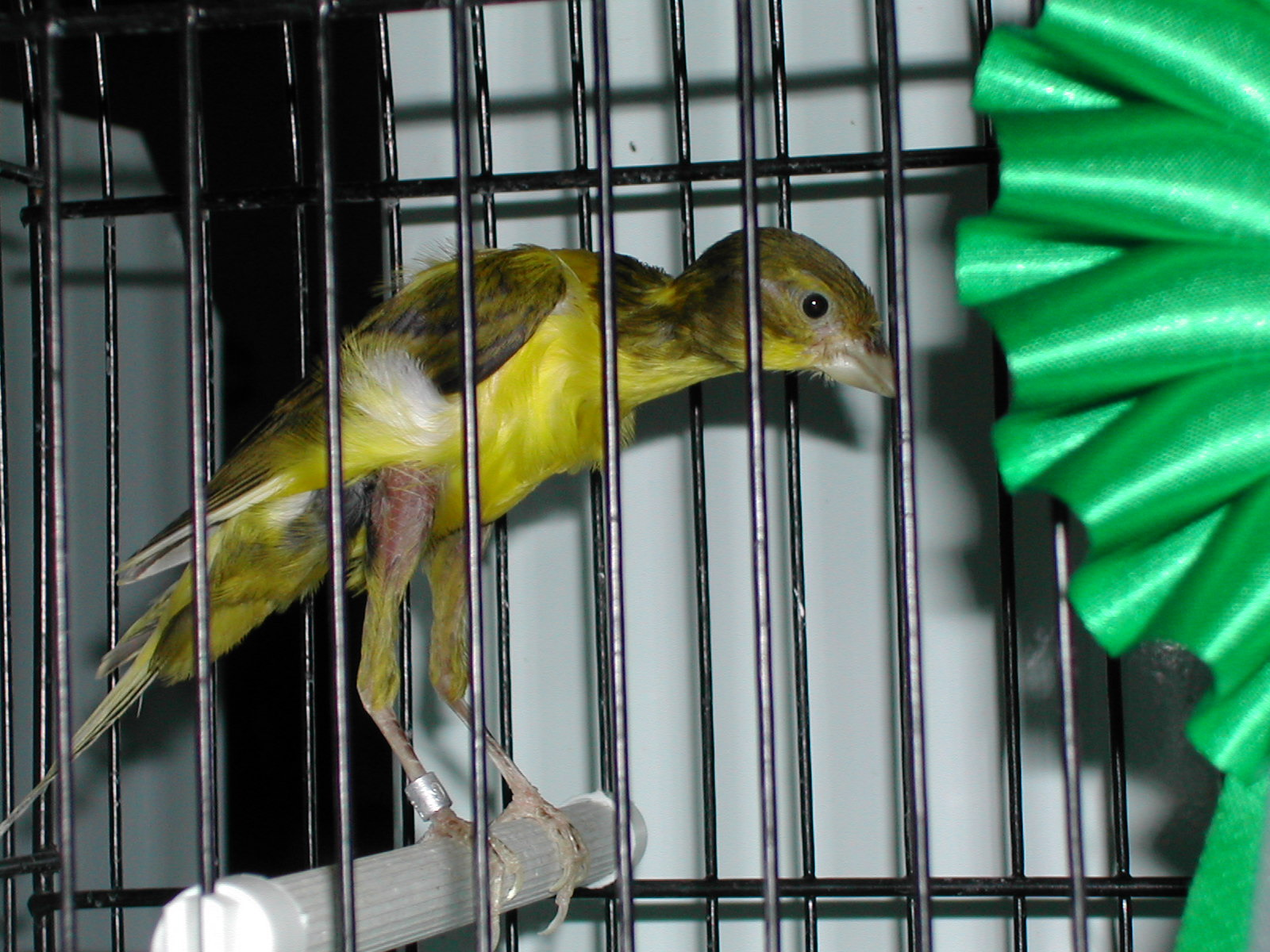
Canario gibber italicus (giboso italiano).

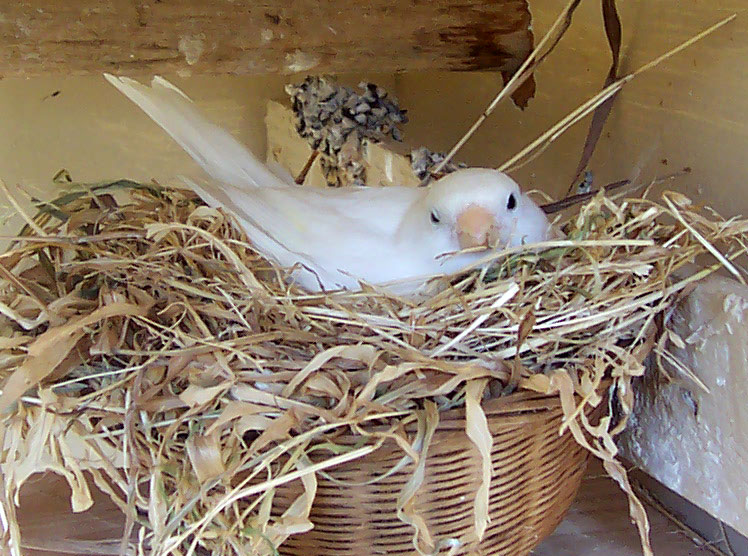
Canario en su nido.

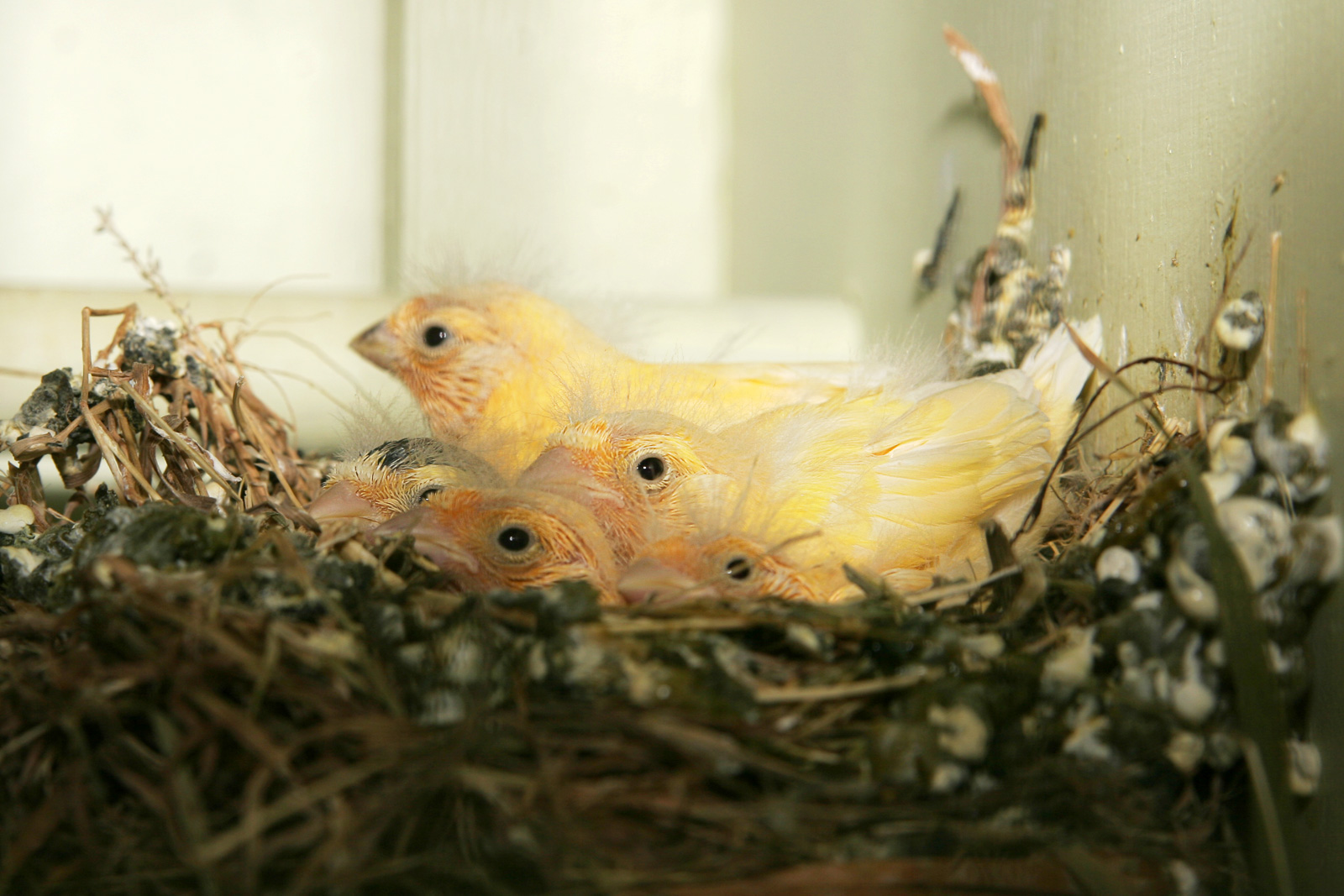
Pichones de canario en el nido.

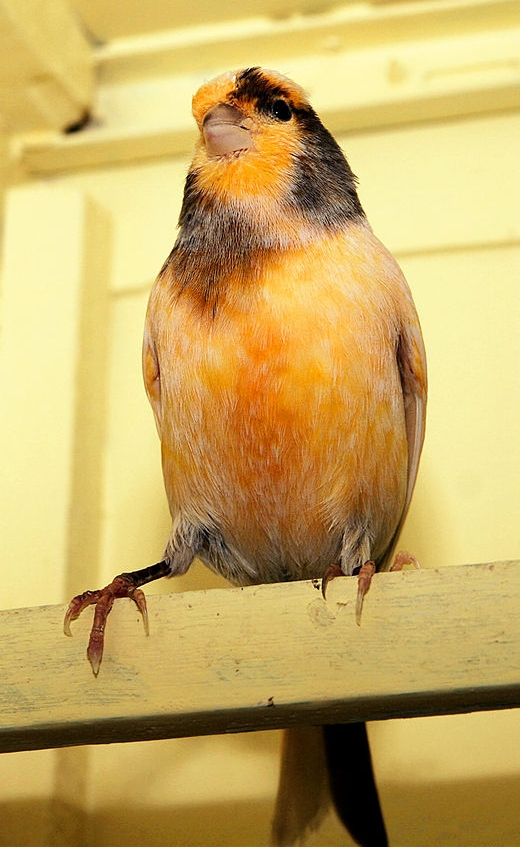
Canario moteado.

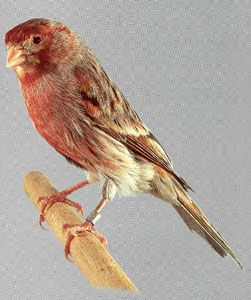
Canario jaspe.

## Hibridación
El canario doméstico se cruza fácilmente con otras especies de la familia de los fringílidos, incluso de otros géneros, como por ejemplo con Jilgueros de la especie (Spinus barbatus). Algunos híbridos son estériles, como el cruce entre canario y cabecita negra (Carduelis magellanica); el producto generado se lo denomina mulito haciendo una analogía con el híbrido de un burro y una yegua. Otros son fértiles; de hecho, los plumajes con difíciles tonalidades de color rojo solo pudieron ser introducidos en el canario doméstico en el año 1835, al cruzarlos con ejemplares del cardenalito, un ave nativa de Venezuela que cuenta de manera natural con un plumaje de tonos rojizos. El canario rojo resultante fue el primer animal creado gracias a la incorporación de genes de otra especie mediante selección genética.

## Hábitos y características
Emite sus gorjeos manteniendo el pico cerrado e hinchando la garganta de forma muy peculiar. Solo lo abre para efectuar tonos metálicos, pero no se busca que lo haga con estridencia ya que esta no es agradable al oído humano. 
El tamaño de las razas que se crían en el siglo XXI va desde los 11,5 cm en la raza Gloster, hasta los 20 cm. Generalmente la mayor parte posee un tamaño que ronda los 13 o 14 cm. Su esperanza de vida es, según la raza, de seis a quince años, algunos incluso llegan a una edad de veinte años.

## Su vida en cautividad
Por la belleza de su plumaje, lo extraño de sus formas y, en especial, por la calidad de su canto, el empleo de canarios domésticos como mascotas es una tradición que se mantiene durante siglos, haciendo que su canto sea parte del paisaje acústico de casi todas las ciudades del mundo. Es un ave alegre y dócil. Solo los machos presentan algunas disputas territoriales durante la época reproductiva.

### Alimentación
Se alimenta de una mezcla de semillas, en especial de alpiste y mijo, aceptando además, hierbas silvestres como el diente de león,  verduras como la lechuga, el brócoli, las coles de Bruselas, hortalizas como la zanahoria rallada y frutas como la manzana, la pera, las naranjas. Hay en el comercio un suplemento específico para la muda el cual debe añadirse a la mezcla de costumbre.
Durante la reproducción es esencial una buena nutrición. Se debe complementar con huevo de gallina, gelatina, pan rallado, o migas de galletas. También se les puede dar hueso de sepia para proporcionar el calcio necesario para una correcta formación de las cáscaras de los huevos. Durante la alimentación de los pichones se le aportan insectos vivos, y una dieta blanda rica en proteínas, junto con semillas germinadas.
Necesita disponer permanentemente de agua fresca para beber, que se debe cambiar todos los días.

### Cuidados
El sitio donde se dispondrá la jaula deberá tratarse de un lugar seco, fresco, y resguardado de temperaturas extremas de frío o calor, y de corrientes de aire. Algo de sol todo el año será de su agrado, aunque en algunas regiones cálidas puede llegar a morir si permanece en lugares soleados sin un sombreamiento filtrado. Debe disponer de un recipiente para bañarse. Una vez por semana ha de limpiarse el fondo de la jaula para que no enferme. Si se le aporta un nido abierto, el canario preferirá dormir en él.

### Enfermedades
Una manera de controlar el estado sanitario de los canarios domésticos es observar el color de sus deposiciones, debiendo ser la materia fecal de un negro nítido, y el orín —tras secarse— de un blanco hueso.

### Reproducción
Es algo difícil determinar el sexo de los canarios por su aspecto, la intensidad del color, o por su comportamiento. Un dato clave es que la mayoría de los machos cantan y la mayoría de las hembras no lo hacen. Al aproximarse la primavera es posible observar algunos cambios físicos que se prestan como ayuda. El abdomen de la hembra se vuelve más redondeado.
Por lo general, en el canario doméstico se activa el deseo de reproducirse cuando la longitud del día ronda aproximadamente las doce horas, Esto ocurre de forma natural en la primavera, pero puede ser inducido a que ocurra antes a través de la iluminación artificial y la calefacción. 
Se encuentra apto para el apareamiento al cumplir los siete meses de vida; produciendo nuevas nidadas hasta la edad de cuatro años en el caso de las hembras, siendo seis
años en el caso de los machos.  
Durante los últimos días de invierno, se coloca sola a una hembra en una jaula de cría; se divide la jaula por el medio con una rejilla o una chapa opaca y se coloca un macho en el lado opuesto a donde quedó la hembra. Seguidamente, se le incluye en la sección de esta última una base de nido y el material para que lo construya, el cual puede contener arpillera, algodón, yute, papel de seda, hilos, plumas, fibras vegetales, pelos humanos o de cualquier mamífero, etc. Al encontrarse tan próximo a la hembra, el macho cantará continuamente y de manera potente y variada, tratando de seducir a su posible pareja. Cuando se observa una respuesta favorable de la hembra, como por ejemplo el aceptar que el macho la alimente de pico a pico a través de los barrotes, se podrá correr la rejilla lo suficiente para permitir que el macho cruce al otro sector. Si aún ella no se encuentra en celo seguramente se sucederán peleas, por lo que habrá que dividirlos nuevamente, y reanudar el intento luego de un par de días, o cuando ella tenga la mayor parte del nido construido, por lo que será más probable que acepte al macho. Si la hembra ya se encuentra en ese periodo, la pareja no entrará en conflicto y pronto se iniciarán las montas por parte del macho. 
Luego de unos siete días de los apareamientos, la hembra comienza a oviponer, a un ritmo de uno por día, hasta totalizar de uno a seis huevos —generalmente de tres a cinco—, los que son de color grisáceo a verde-azulado, salpicados con un punteado variable de color marrón o castaño; el tamaño promedio es de 19 mm de largo por 15 mm de ancho. Como al poner su segundo o tercer huevo la hembra comienza a incubarlos, algunos criadores retiran los primeros dos o tres huevos y los reemplazan con huevos falsos —hechos de plástico o porcelana—, los que solo serán nuevamente, trocados por los reales cuando la postura se haya completado. Esto provoca que los huevos se incuben de manera sincronizada, eclosionando así todos a la vez o en un periodo de pocas horas, lo que da una tasa de supervivencia mayor debido a la menor disparidad en el tamaño de los polluelos, lo que traería aparejado que algunos puedan morir por hambre o aplastamiento. Hay que tener en cuenta que en los primeros días los polluelos casi duplican su tamaño cada día.
El periodo de incubación oscila entre doce y dieciséis días, siendo mayor cuanto más frío está el ambiente, aunque por lo común es de entre trece y catorce días. Durante ese tiempo, generalmente la hembra se mantendrá sobre el nido para mantener el calor indispensable para que pueda madurar un pichón en cada huevo. Si bien todo este proceso algo la debilita, será el macho el que le lleve el alimento hasta el nido. Finalmente los pichones rompen el cascarón, estando ciegos y casi desnudos de plumas, salvo un poco de plumón en el dorso y la cabeza. Su crecimiento es notable, ya que con solo dieciocho a veinte días de vida ya poseen un tamaño similar al de sus padres, totalmente emplumados y recorriendo el piso de la jaula.
A los treinta días de vida ya pueden comer solos, por lo cual unos días antes se los separa de los padres, con el objetivo de que la misma pareja efectúe una segunda postura, si es que ya no la ha hecho en el nido desocupado, pues puede atacar a los pichones volantones. Se coloca a estos en una jaula pegada a la de los padres, de modo que estos puedan terminar de alimentarlos a través de los  barrotes.

## Utilidades secundarias
Los canarios eran usados muy a menudo en minas de carbón británicas como un sistema eficaz y económico de alarma, tanto visual como sonora. Si en la mina  había una filtración de gases tóxicos, como el monóxido de carbono o el metano, el canario era el primero que moría, por lo que los mineros sabían de este modo que tenían que abandonar de inmediato el lugar. Su uso se fue eliminando progresivamente desde el año 1986.
Los canarios domésticos se han utilizado ampliamente en la investigación para estudiar la neurogénesis, o el nacimiento de nuevas neuronas en el cerebro de los adultos. También en investigación básica para entender cómo logran codificar y producir sus distintos cantos, y qué estructuras del cerebro están involucradas en la producción del canto. Han servido como especie modelo para descubrir cómo funciona el cerebro de los vertebrados, cómo este aprende, cómo consolida los recuerdos, y cómo coordina los movimientos motores.